# Adeixis griseata
Adeixis griseata là một loài bướm đêm trong họ Geometridae.